# Ga Tân Doanh
Ga Tân Doanh (tiếng Trung: 新營車站; bính âm: Xinyíng Chēzhàn) là một ga đường sắt ở Đài Nam, Đài Loan do Cục Đường sắt Đài Loan phục vụ .